# Francesco Scardina
Francesco Scardina Scala (Turín, 11 de diciembre de 1981) es un ex futbolista italiano que jugaba como defensa. Actualmente trabaja como entrenador en la academia juvenil de RCD Espanyol de Barcelona y dando clases de técnica individual.

## Trayectoria
Comenzó su carrera en la cantera de la Juventus, antes de debutar en el Cesena en la temporada 2001-2002, en la Serie C1, con 6 apariciones. Al año siguiente se fue a jugar a Grecia, en el PAOK, pero permaneció allí solo unos meses, para luego volver a Italia jugando el final de temporada en la Serie C1 con la camiseta del Aquila Calcio.
Fichado por el Crotone en copropiedad, todavía en la Serie C1, con el que pudo jugar como titular (27 partidos con un gol) y conseguir el ascenso a la Serie B. Permaneció en Calabria durante otra temporada y media, jugando 28 partidos, antes de pasar al L.R. Vicenza en enero de 2006 en un acuerdo de copropiedad. Con el equipo de Veneto, inicialmente luchó por encontrar espacio, sin embargo, terminó la temporada como titular, y salió al campo en 12 ocasiones. Su segunda temporada rojiblanca se ve mermada por las lesiones, sin embargo juega 22 partidos. En la tercera temporada en la que sale al campo durante 35 partidos, confirmándose también en la zona goleadora con tres goles en Liga y uno en Copa de Italia ante el Messina.
Terminado el contrato, en verano de 2008 fue fichado por el Chievo Verona. Con Giuseppe Iachini al mando, se ganó un puesto de titular hasta el partido contra la Fiorentina, donde sin embargo, fue expulsado por una mala entrada a Franco Semioli.
Mientras tanto, el equipo cambió de orientación técnica, y el nuevo entrenador Domenico Di Carlo no lo vió con buenos ojos, prefiriendo a él a jugadores con mayor destreza física en la defensa central, y ni siquiera lo consideró para el rol de lateral izquierdo. La relación entre ambos ciertamente no es idílica, con el jugador que tras dos temporadas preferirá no renovar su contrato a punto de expirar, casándose a título gratuito en el Cittadella, equipo militante en la categoría cadete.
En Cittadella se lesionó a la rodilla derecha tras la primera parte del campeonato. Cierra la temporada con 19 partidos en activo y un gol. En el segundo año con el Cittadella, habiéndose recuperado de la lesión en la rodilla, expiró su contrato después de 21 apariciones activas.
El 10 de septiembre de 2012 se traslada a Nocerina. Con los "Molossi" finaliza la temporada con 14 apariciones más partidos en la semifinal del playoff, perdida ante Latina.
El 30 de junio de 2013 termina su contrato y el 22 de julio partió hacia el centro de entrenamiento en Coverciano para los futbolistas sin contrato bajo la supervisión de la Associazione Italiana Calciatori, obteniendo la licencia para entrenadores Uefa B.
El 31 de agosto de 2013 fue fichado por el Huesca, equipo que milita en Segunda B en España. 
 Hizo 2 excelentes temporadas con el club aragonés, culminando con una presencia ante el Barcelona de Messi en el Camp Nou como capitán en la Copa del Rey y el ascenso a la Liga Adelante, acabando primero en el grupo 2 y ganando los play-offs.
En julio de 2015, tras un cambio de dirección en el Huesca, rescindió contrato. El 9 de septiembre del mismo año, a través de un comunicado en sus redes sociales, anunció su retiro. En 2016 empezó a trabajar como entrenador de técnica individual en España.

## Selección
Jugó 10 partidos con la selección Sub-18.